# George Hamilton-Gordon, 4:e earl av Aberdeen
George Hamilton-Gordon, 4:e earl av Aberdeen, född  28 januari 1784 i Edinburgh, död 14 december 1860 i London, var en brittisk statsman, farfar till John Hamilton-Gordon, 1:e markis av Aberdeen och Temair.

## Biografi
Aberdeen graduerades i Cambridge 1804 och gjorde vidsträckta resor bland annat i Grekland. Han stiftade det endast för greklandsfarare avsedda Athenian Society och författade flera arbeten rörande den grekiska antiken. År 1806 invaldes han av de skotska lorderna i överhuset och där slöt han sig till torypartiet. Som sändebud i Österrike 1813 slöt han Teplitz-traktaten, varigenom denna makt deltog i koalitionen mot Napoleon I. År 1814 var han en av Storbritanniens representanter vid kongressen i Châtillon och fredsförhandlingarna i Paris samt belönades med engelsk peervärdighet (viscount Gordon). I lord Wellingtons ministär 1828–1830 var George Hamilton Gordon Aberdeen först kansler för hertigdömet Lancaster, sedan utrikesminister och följde därvid non-interventionspolitiken. Han var krigs- och kolonialminister i Robert Peels ministär 1834–1835 och igen utrikesminister i dennes kabinett 1841–1846 och gick med Peel över till en liberalare politik. 
År 1842 sände han lord Ashburton till USA för att göra upp gränstvisten mellan Maine och New Brunswick (Webster–Ashburtonfördraget). Aberdeen bidrog även till lösning av tvisten om Oregonterritoriet genom en traktat 1846 (Oregonfördraget).  Efter Peels död betraktades Aberdeen som "peeliternas" ledare, men han var också gärna sedd av de liberala och blev efter Derbys fall chef för en koalitionsministär (december 1852 till februari 1855). Som sådan sökte han i det längsta avböja västmakternas krig mot Ryssland. Ett misstroendevotum med anledning av den slapphet, varmed britterna deltog i Krimkriget, och vartill man ansåg honom vara orsaken, störtade hans ministär. Aberdeens försiktiga och fredsvänliga politik hade förskaffat honom stort förtroende hos drottningen, och inom utrikespolitiken sökte hon flitigt hans råd.